# Hubert Gotard
Hubert Gotard (latinisiert Hubertus Gotardus, * wirksam von 1581 bis 1590 in Barcelona) war ein aus Savoyen stammender Buchdrucker, der zwischen 1581 und 1590 in Barcelona tätig war. Gotard stammte aus Rumilly und hatte sich 1581 in Barcelona niedergelassen. 1586 verlegte er einige Werke in der Cartuja Scala Dei in Tarragona.

## Bei Hubert Gotard verlegte Werke (Auszug)
- Nicasio Zorita: Liber primus […] Motectorum quae partim quaternis, partim quinis vocibus concinantur. (Barcelona, 1584).
- Joan Brudieu: Los Madrigales. (Barcelona, 1585).
- Andrés de Capilla: Commentaria in Ieremiam prophetam. (Tarragona 1586).[2]